# Heinrich von Plettenberg (Domherr, † 1557)
Heinrich von Plettenberg (* im 16. Jahrhundert; † 1557) war Domherr in Münster.

## Leben
Heinrich von Plettenberg entstammte dem westfälischen Uradelsgeschlecht von Plettenberg, dessen Name auf den Stammsitz am Fuße des Plattberges nahe der Stadt Plettenberg zurückgeht. Zahlreiche namhafte Persönlichkeiten sind daraus hervorgegangen. Er war der Sohn des Dietrich von Plettenberg (1496–1534) und dessen Gemahlin Ida von Ense. Im August 1552 bekleidete er das Amt des Turnars und kam am 21. Juli 1553 in den Besitz einer münsterschen Dompräbende. Von seinem Onkel, dem Domscholaster Heinrich von Plettenberg, erhielt er am 28. März 1557 das Archidiakonat Altlünen.
Sein Onkel Gerhard von Plettenberg war ebenfalls Domherr in Münster.